# خلیج خروما
خلیج خروما (انگلیسی: Khroma Bay) یک خلیج در جمهوری یاقوتستان کشور روسیه است.